# Ilex excavata
Ilex excavata är en järneksväxtart som beskrevs av Jean Baptiste Louis Pierre. Ilex excavata ingår i släktet järnekar, och familjen järneksväxter. Inga underarter finns listade i Catalogue of Life.